# 1876
Évszázadok: 18. század – 19. század – 20. század
Évtizedek: 1820-as évek – 1830-as évek – 1840-es évek – 1850-es évek – 1860-as évek – 1870-es évek – 1880-as évek – 1890-es évek – 1900-as évek – 1910-es évek – 1920-as évek
Évek: 1871 – 1872 – 1873 – 1874 –  1875 – 1876 – 1877 – 1878 – 1879 – 1880 – 1881

## Események

### Határozott dátumú események
- április 13. – Az Oszmán Birodalom csődöt jelent.[1]
- május 11. – Egy felkelés új kormány kinevezésére kényszeríti Abdul-Aziz oszmán szultánt.
- május 22. – Szolgálatba áll a Langlütjen I mesterséges sziget.
- május 30. – Az új oszmán kormány Abdul-Azizt lemondásra kényszeríti és helyére unokaöccsét, Murádot nevezi ki.[2]
- június 15. – A Magyar Mérnök- és Építész-Egylet határozata alapján Magyarország áttér a méterrendszer használatára.
- augusztus 31. – V. Murádot lemondatják és II. Abdul-Hamid lesz az új oszmán szultán.[3]
- november 1. – Megnyílik az Északi-tengeri-csatorna.
- november 7. – Elnökválasztás az Amerikai Egyesült Államokban, mely a republikánus Rutherford B. Hayes győzelmével zárult. (Az 1876-os amerikai elnökválasztás az USA történetének egyik legbotrányosabb választása volt.)[4]

### Határozatlan dátumú események
- az év folyamán –
  - Egy vihar okozta árapály során kétmillió ember hal meg Bangladesben.
  - Izolálják a kapszaicint, a paprika csípősségét okozó hatóanyagot.
  - Japán szerződéses viszonyt kényszerít Koreára. (Ez a megállapodás – gazdasági és politikai értelemben – japán befolyás alá helyezte az országot.)[5]

## Az év témái

### 1876 az építészetben
- Április 30-án felavatják a budapesti Margit hídat.

### 1876 a tudományban
- március 14. – Alexander Graham Bell szabadalmaztatja első telefonját.
- Nikolaus August Otto – előállítja a négyütemű Otto-motort.
- Süss Nándor megalapítja a kolozsvári egyetemen az Egyetemi Mechanikai Állomást, a Magyar Optikai Művek elődjét.

### 1876 a vasúti közlekedésben
- január 2. – Megnyílik a Győr és Sopron közötti vasútvonal, a GYSEV első vonalszakasza.
- január 20. – a Magyar Keleti Vasút megvételéről szóló szerződés aláírásával megkezdődik a magántőkéből épült vasútvonalak államosítása (a király december 28-án szentesíti az erről szóló 1876. évi L. törvényt.[6].

### 1876 a zenében
- augusztus – Az első Bayreuthi Ünnepi Játékok megrendezése
- november 4. – Bemutatják Johannes Brahms 1. Szimfóniáját Karlsruheben.

## Születések
- január 1. – Harriet Brooks, fizikus († 1933)
- január 12. – Jack London amerikai író († 1916)
- január 22. – Baros Gyula irodalomtörténész, az MTA tagja († 1936)
- február 10. – Linder Béla a Károlyi Mihály-kormány hadügyminisztere, a Berinkey-kormány tárca nélküli minisztere, a Tanácsköztársaság bécsi katonai megbízottja, majd a délszláv csapatok által megszállt Pécs polgármestere († 1962)
- február 21. – Lehár Antal magyar katonatiszt, Lehár Ferenc zeneszerző testvére († 1962)
- február 22. – Ita Wegman holland orvosnő († 1943)
- március 2. – XII. Piusz pápa eredeti nevén: Eugenio Pacelli († 1958)[7]
- április 20. – Vilmos fejedelem eredetileg német katonatiszt, 1914-ben hat hónapon keresztül a független Albán Fejedelemség első uralkodója († 1945)
- április 22. – Bárány Róbert, magyar-osztrák származású Nobel-díjas svéd orvos († 1936)
- április 24. – Erich Raeder a náci Németország haditengerészeti vezetője a II. világháború során († 1960)
- április 29. – Zauditu etióp császárnő († 1930)
- május 13. – Cs. Sebestyén Károly magyar etnográfus, a szegedi múzeumban Móra Ferencnek 20 éven keresztül bizalmas munkatársa, 1934–1936 között a Somogyi Könyvtár és Városi Múzeum megbízott igazgatója, a Műemlékek Országos Bizottságának levelező tagja, a szegedi egyetem tanára († 1956)
- június 2. – Schenk Jakab ornitológus, természetvédő († 1945)
- június 6. – Borsos Endre közigazgatási bíró, a Közigazgatási Bíróság elnöke, lakásügyi kormánybiztos, a budai református egyházközség főgondnoka
- június 16. – Ács Ferenc, festő († 1949)
- július 13. – Szőnyi Ottó, régész, levéltáros, művészettörténész († 1937)
- augusztus 7. – Mata Hari kalandos életű holland táncosnő, kém († 1917)
- október 26. – Fernand Vix francia hivatásos katona, 1918–19-ben az antant budapesti katonai bizottságának vezetője  († 1941)
- október 29. – Somssich Gyula nagybirtokos, bankigazgató, felsőházi tag († 1953)
- november 11. – Albert Andor szobrászművész († 1940)
- november 14. – Jekatyerina Vasziljevna Gelcer orosz balett-táncosnő, a Moszkvai Nagyszínház prima balerinája († 1962)
- november 26. – Willis Carrier amerikai gépészmérnök, a modern légkondicionálás feltalálója († 1950)

## Halálozások
- január 29. – Deák Ferenc politikus (* 1803)
- február 18. – Adolphe Brongniart(wd) francia botanikus (* 1801)
- február 25. – Seweryn Goszczyński(wd) lengyel költő, író (* 1801)
- február 26. – Tóth Ede dráma- és színműíró (* 1844)
- március 30. – Makray László honvédtiszt, országgyűlési képviselő (* 1815)
- március 31. – Antoine Jérôme Balard francia vegyész, a bróm feltalálója (* 1802)
- április 16. – Sina Simon földbirtokos, diplomata és mecénás (* 1810)
- május 7. – Bali Mihály református lelkész (* 1792)
- május 15. – Cserna Géza jogász, költő (* 1842)
- május 19. – Guillaume Groen van Prinsterer(wd) holland történész és konzervatív politikus (* 1801)
- május 26. – Palacky Ferenc cseh történetíró, politikus (* 1798)
- május 30. – Josef Kriehuber osztrák festőművész, litográfus (* 1800)
- június 4. – Abdul-Aziz, az Oszmán Birodalom 33. szultánja (* 1830)
- június 10. – Julius Heinrich Petermann(wd) német orientalista (* 1801)
- június 13. – Mihail Alekszandrovics Bakunyin orosz anarchista forradalmár (* 1814)
- június 25. – George Armstrong Custer az Egyesült Államok Hadseregének lovassági parancsnoka volt az amerikai polgárháború és az indián háborúk idején (* 1839)
- július 23. – Fényes Elek statisztikai és földrajzi író, a Magyar Tudományos Akadémia tagja (* 1807)
- augusztus 10. – Edward William Lane(wd) brit orientalista, lexikográfus (* 1801)
- szeptember 16. – Mikó Imre erdélyi magyar államférfi, művelődés- és gazdaságpolitikus, történész (* 1805)
- október 18. – Jakab István drámaíró, műfordító, zeneszerző, publicista, az MTA tagja (* 1798)
- november 16. – Aszódi Sámuel magyar újságíró (* 1844)
- november 17. – Pikéthy Gusztáv honvéd tábornok (* 1805)
- november 20. – Csida Károly pozsonyi katolikus hitszónok (* 1811)